# إيبان

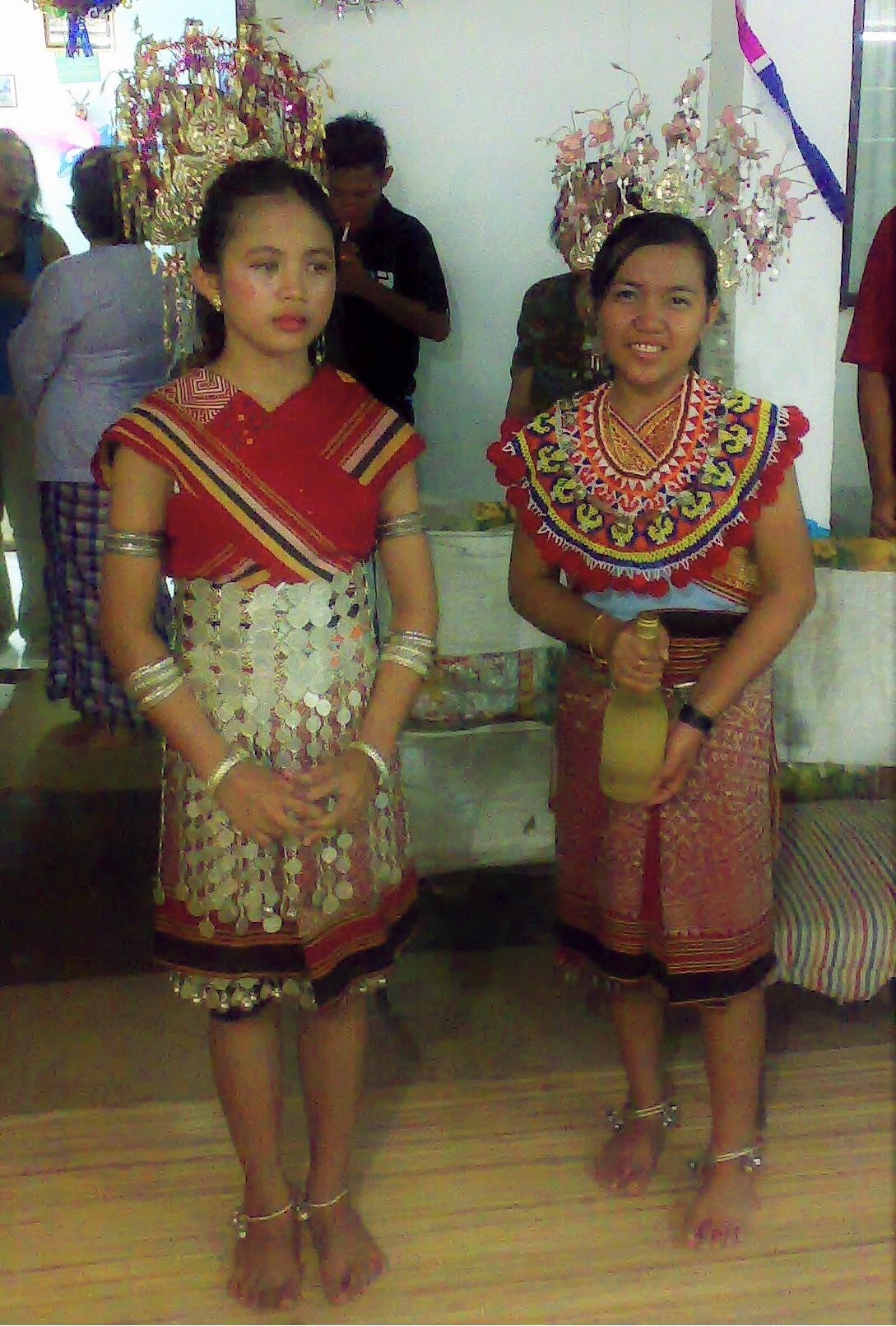

الإيبان، إحدى المجموعات العرقية في ماليزيا والتي تسكن في جزيرة ساراوك التابعة لمملكة ماليزيا ويعتبرون أكبر المجموعات العرقية في ساراوك، حيث يشكلون حوالي 30% من سكان الولاية. أحياناً، أطلق عليهم «داياك البحر» بسب مهاراتهم بصنع وعمل القوارب والمراكب، و الايبان يعتبرون سابقا من القبائل المتنقلة والمهاجرة من قلب «كليمنتان».و في الماضي كان هناك يوجد عندهم سباق مرعب للمجاربين ومنافسة لجمع الرؤوس والقرصنة، كانوا في القديم يعبدون الهة ثلاثية تحت سلطة «سنغا لانغ بوبرونغ»، اله طير الحرب. ومع وصل البعثات التبشيرية اليهم تحول معضمهم إلى المسيحية.